# Абдерразак Хамдалла
Абдерразак Хамдалла (араб. عبد الرزاق حمد الله; нар. 17 грудня 1990, Сафі) — марокканський футболіст, нападник саудівського клубу «Аль-Іттіхад».
Виступав, зокрема, за клуб «Олімпік» (Сафі), а також національну збірну Марокко.
Чемпіон Саудівської Аравії.

## Клубна кар'єра
У дорослому футболі дебютував 2009 року виступами за команду «Олімпік» (Сафі), в якій провів чотири сезони, взявши участь у 61 матчі чемпіонату. У складі «Олімпіка» був одним з головних бомбардирів команди, маючи середню результативність на рівні 0,52 гола за гру першості.
Згодом з 2013 по 2021 рік грав у складі команд «Олесунн», «Гуанчжоу Фулі», «Аль-Джаїш», «Аль-Райян» та «Аль-Наср» (Ер-Ріяд).
До складу клубу «Аль-Іттіхад» приєднався 2022 року. Станом на 15 листопада 2022 року відіграв за саудівську команду 21 матч в національному чемпіонаті.

## Виступи за збірну
У 2012 році дебютував в офіційних матчах у складі національної збірної Марокко.
У складі збірної був учасником Кубка африканських націй 2013 року у ПАР, чемпіонату світу 2022 року у Катарі.
| Дата       | Місто          | Господарі | Результат | Гості                            | Турнір                                  | Голи | Примітки |
| ---------- | -------------- | --------- | --------- | -------------------------------- | --------------------------------------- | ---- | -------- |
| 29-2-2012  | Марракеш       | Марокко   | 2 – 0     | Буркіна-Фасо                     | товариський матч                        | -    | 71'      |
| 14-11-2012 | Касабланка     | Марокко   | 0 – 1     | Того                             | товариський матч                        | -    | 65'      |
| 8-1-2013   | Йоганнесбург   | Замбія    | 0 – 0     | Марокко                          | товариський матч                        | -    | 46'      |
| 12-1-2013  | Йоганнесбург   | Марокко   | 2 – 1     | Намібія                          | товариський матч                        | -    | 71'      |
| 8-6-2013   | Марракеш       | Марокко   | 2 – 1     | Танзанія                         | Відбір до ЧС 2014                       | 1    | 75'      |
| 15-6-2013  | Марракеш       | Марокко   | 2 – 0     | Гамбія                           | Відбір до ЧС 2014                       | -    | 70'      |
| 14-8-2013  | Танжер         | Марокко   | 1 – 2     | Буркіна-Фасо                     | товариський матч                        | -    |          |
| 6-6-2014   | Москва         | Росія     | 2 – 0     | Марокко                          | товариський матч                        | -    | 76'      |
| 9-10-2014  | Марракеш       | Марокко   | 4 – 0     | Центральноафриканська Республіка | товариський матч                        | 3    | 83'      |
| 13-10-2014 | Марракеш       | Марокко   | 3 – 0     | Кенія                            | товариський матч                        | -    |          |
| 13-11-2014 | Агадір         | Марокко   | 6 – 1     | Бенін                            | товариський матч                        | 2    |          |
| 16-11-2014 | Агадір         | Марокко   | 2 – 1     | Замбія                           | товариський матч                        | -    | 57'      |
| 28-3-2015  | Агадір         | Марокко   | 0 – 1     | Уругвай                          | товариський матч                        | -    | 84'      |
| 12-6-2015  | Агадір         | Марокко   | 1 – 0     | Лівія                            | Відбір до Кубка африканських націй 2017 | -    | 79'      |
| 9-10-2015  | Агадір         | Марокко   | 0 – 1     | Кот-д'Івуар                      | товариський матч                        | -    | 66'      |
| 12-10-2015 | Агадір         | Марокко   | 1 – 1     | Гвінея                           | товариський матч                        | -    | 68'      |
| 12-6-2019  | Марракеш       | Марокко   | 0 – 1     | Гамбія                           | товариський матч                        | -    | 46'      |
| 17-11-2022 | Шарджа (місто) | Марокко   | 3 – 0     | Грузія                           | товариський матч                        | -    | 46'      |
| Усього     |                | Матчів    | 18        |                                  | Голів                                   | 6    |          |

## Титули і досягнення
- Володар Кубка наслідного принца Катару (1):

«Аль-Джаїш»: 2016
- Чемпіон Саудівської Аравії (2):

«Ан-Наср»: 2018—2019
«Аль-Іттіхад»: 2022—2023
- Володар Суперкубка Саудівської Аравії (3):

«Ан-Наср»: 2019, 2020
«Аль-Іттіхад»: 2022